# Masonic Hall (Taunton)
El Masonic Hall en la localidad de Taunton, al suroriente de Inglaterra, está designado por Historic England como un edificio catalogado de Grado II *. Originalmente fue construida a principios del siglo XIX como la Capilla de San Jorge, la primera capilla católica abierta al culto público en Taunton desde la Reforma. El edificio, que forma el final de una terraza, presenta una serie de prominentes pilastras jónicas a lo largo del frente y el extremo sur.
Inaugurada en 1822, la Capilla de San Jorge sirvió a la creciente comunidad católica de Taunton durante más de 35 años, antes de mudarse a una iglesia más grande que se completó en 1860. Después de ser alquilado por un tiempo, cuando se conocía como St George's Hall, el edificio se vendió en 1878 a una empresa que actuaba en nombre de un grupo de masones, que lo compró para proporcionar un hogar a Unanimity & Sincerity Lodge. Ahora alberga nueve logias diferentes de los masones.

## Historia

### Capilla católica
Antes de la Reforma, Taunton tenía tres iglesias católicas; la Iglesia de San Pedro y San Pablo, que formaba parte del Priorato de Taunton y fue destruida durante la Disolución ; y las iglesias de Santa María Magdalena y Santiago, que se convirtieron en anglicanas. La Iglesia católica se extinguió en Taunton; un libro registra que antes del siglo XIX, "no había papistas en Taunton". En 1787, se envió un rector de la misión a Taunton. Cuatro años después, se legalizaron las capillas católicas y el rector registró una capilla en una casa de Canon Street. A su muerte en 1818, se nombró un nuevo rector; Samuel Fisher. El nuevo rector inmediatamente comenzó a recaudar fondos para una iglesia permanente, que se inauguró el 3 de julio de 1822. El edificio estaba ubicado en The Crescent y estaba dedicado a San Jorge. La iglesia tenía 200 asientos; es decir más que el estimado 120 católicos residente en Taunton. Esta nueva iglesia, conocida como la Capilla de San Jorge, fue la primera iglesia católica pública en Taunton desde la Reforma.
En 35 años, la congregación había aumentado y la Capilla de San Jorge ya no era lo suficientemente grande para servir a los católicos de Taunton. El cercano Convento Franciscano compró un terreno adyacente al suyo en 1858, y la Iglesia de San Jorge se inauguró en abril de 1860, para reemplazar la capilla de la misma dedicación.

### Salón masónico
Posteriormente, el edificio de la capilla se alquiló para varios usos, y se lo conoció como "St George's Hall". En 1878, el salón fue comprado por miembros de la Unanimity & Sincerity Lodge of the Freemasons, y recibió el nombre de Masonic Hall; fue consagrado por Henry Herbert, el Gran Maestre Provincial de la Francmasonería de Somerset en enero del año siguiente. El Unanimity & Sincerity Lodge se había reunido originalmente en Ilminster después de su constitución en 1788, y se mudó a Taunton en 1797, reuniéndose en el London Inn. Los propietarios del edificio, aunque miembros de los masones habían comprado la propiedad como una sociedad limitada, y también alquilaron el edificio a otros usuarios: la escuela de Richard Huish impartía las clases de sus niñas desde allí, y las bodegas eran utilizadas por un comerciante de vinos.
Después de comprar el edificio, Masonic Hall Company, además de la decoración necesaria, también encargó a un constructor, William Templemen, que llevara a cabo una serie de cambios estructurales; el vestíbulo se dividió en tres habitaciones, para proporcionar una "cámara de ropa" en un lado y una pequeña sala de espera en el otro. Más allá del gran salón principal, a lo que había sido la sacristía se le quitó una división temporal y se agregó un inodoro. Se trasladó la escalera que bajaba a la cocina y en la propia cocina se instaló una estufa. A mediados de la década de 1880, el mismo constructor hizo una ampliación del salón; un edificio de dos plantas, cuya planta baja servía de almacén. La ampliación reemplazó un edificio anterior que se había considerado "no apto para reparaciones". La extensión se completó a un costo de 337 libras esterlinas y 10 chelines, un poco más que lo proyectado inicialmente. En 1892, la escuela, ahora conocida como Bishop Fox's, ya no usaba el salón para las lecciones de sus niñas. En esa época se llevaron a cabo más renovaciones a un costo de poco más de 180 libras.
La sala continuó siendo alquilada para diversas funciones sociales, y actualmente alberga nueve logias de los masones; Unanimity & Sincerity Lodge, Lodge of St George, Taunton Deane Lodge, Queens College Lodge, Old Aluredian Lodge, Taunton School Lodge, Richard Huish Lodge, Vivary Lodge y Emergency Services Lodge.

## Arquitectura
El Salón Masónico se encuentra en el extremo sur de una terraza. Tiene un frente de estuco, con dos pares de pilastras jónicas ; los más grandes enmarcan el edificio y parecen sostener una cornisa en voladizo con un dentellón. Las pilastras más pequeñas están a ambos lados de una puerta grande y están rematadas por un frontón. Las puertas dobles de madera tienen seis paneles y tienen al frente seis escalones que tienen casi el mismo ancho que el edificio. En el lado sur del edificio, más pilastras jónicas se elevan a la altura del edificio, repartidas entre cuatro grandes ventanales.
La sala está designada por Historic England como un edificio catalogado de Grado II *, y se considera que forma un grupo con los números 1–11 y 15–20 de The Crescent, ambos clasificados de manera similar de Grado II * y con las propiedades catalogadas de Grado II ; 21 y 22 The Crescent, Somerset County Club, Dragon Book Shop y Number 14 Bath Place.